# NN-157
La carretera NN‑157 es una vía departamental secundaria ubicada en el departamento de Managua. Conecta el camino a Veracruz con el poblado de Veracruz, sirviendo como corredor vial hacia el este del municipio.

## Trazado y cruces
| km  | Localidad / Punto      | Departamento | Conexión / Ruta   |
| --- | ---------------------- | ------------ | ----------------- |
| 0,0 | Camino a Veracruz      | Managua      | NN 156            |
| 2,5 | Residencial Monteverde | Managua      | Calle residencial |
| 4,0 | Entrada a Veracruz     | Managua      | Calle local       |
| 5,4 | Veracruz               | Managua      | NIC 11            |

## Coordenadas
Uno de los tramos de la NN‑157 puede ser encontrado en las coordenadas: 12°06′47″N 86°08′33″O / 12.1130, -86.1425